# Oldeani
Oldeani este un oraș din Tanzania. În 2002 avea 6601 de locuitori.